# Сербская государственная стража

Марш частей Сербской государственной стражи

Се́рбская госуда́рственная стра́жа (серб. Српска државна стража, нем. Serbische Staatsgarde) — коллаборационистские формирования периода Второй мировой войны, создаваемые на территории оккупированной Сербии под эгидой главы Правительства национального спасения Милана Недича.
Сербская государственная стража (СГС) была официально создана 3 марта 1942 года, в день принятия «Указа об учреждении СГС», что стало результатом проведения чистки и реформы вооружённых отрядов сербской полиции, сформированной годом ранее при Правительстве национального спасения. В состав СГС вошли не только полицейские, но и легальные (поддерживавшие Недича) четники-коллаборационисты и члены Сербского добровольческого корпуса войск СС.
Структуры и внутренний распорядок службы СГС почти не менялись за весь период её существования. Стража подразделялась на городскую, которая служила в Белграде и других крупных городах, и полевую, служившую в остальной части страны, за исключением крупных городов. Во главе СГС стоял командир, при котором имелся штаб, что в совокупности именовалось Командованием СГС. Оно подчинялось МВД марионеточной Сербии. Первым командиром СГС был назначен командующий жандармерии генерал Стеван Радованович. В июне 1942 года его сменил полковник (позднее — генерал) Боривой Йонич, также ранее возглавлявший жандармерию. Командующий СГС опирался на помощника и начальника штаба, имевших полковничьи чины.
Стоит заметить, что не все подразделения СГС подчинялись командованию. Так, деятельность пожарной, пограничной и полицейской стражи на территории Баната контролировалась местными властями, которые формировались из состава местных представителей фольксдойче. Столичные части СГС также существовали отдельно от остальных подразделений, подчиняясь непосредственно германскому ставленнику Д. Йовановичу — главе Управы Белграда.